# مردم سیستانی
مردم سیستانی، (به انگلیسی: Sistani Persians) گروهی از فارسی‌زبانان هستند که عمدتاً در منطقه سیستان، واقع در جنوب‌شرقی ایران و از نظر تاریخی در بخش‌هایی از جنوب‌غربی افغانستان سکونت دارند.زبان آن‌ها فارسی با گویش سیستانی است.
گویش سیستانی بازمانده‌ فارسی میانه است و سیستانی‌ها در گذشته به پارسی میانه (پهلوی ساسانی) سخن می‌گفتند. آنها اکنون در بخش‌های شمالی استان سیستان و بلوچستان و بخش‌هایی از استان خراسان جنوبی زندگی می‌کنند و از دهه‌های اخیر بسیاری نیز به دلایل مختلف سیاسی و اقلیمی به سایر نقاط ایران مانند استان‌های تهران و گلستان مهاجرت کرده‌اند.

## ریشه‌شناسی
سیستانی‌ها فارستبار هستند. فارس‌های سیستانی از خالص ترین نوع آریایی به‌شمار می‌روند و فرهنگ و زبانی فارسی دارند.
نام سیستان برگرفته از سکاستان ("سرزمین ساکا ") است. نام کهن‌تر آن در پارسی باستان و پیش از تسلط ساکاها برا آن منطقه «سرزمین آبی» یاد شده است.
در شاهنامه از آن به نام زابلستان نام برده شده است. در حماسه فردوسی زابلستان به نوبه خود زادگاه رستم قهرمان اساطیری ایران معرفی شده است.

## ژنتیک
بررسی در مطالعه هاپلوتیپ‌های ناحیه 1-HVS ژنوم میتوکندری ۳۵۷ نفر منتسب به اقوام مختلف ایران مورد بررسی قرار گرفت، مقدار ۲ میلی لیتر خون از افراد غیر خویشاوند براساس محل تولد و اطلاعات مربوط به سه نسل متوالی در میکروتیوبهای حاوی ضد انعقاد تهیه و پس از تخلیص DNA ژنومیک و تکثیر ناحیه 1-HVS و تعیین توالی توسط دستگاه توالی گر 310 ABI، توالی‌ها توسط برنامه Clustalx با نوالی مرجع کمبریج مقایسه و پلی مرفیسم‌ها مشخص و براساس این تغییرات از طریق درخت فیلوژنتیک هاپلوگروپ‌ها و فراوانی آنها در اقوام مشخص گردید. یافته‌ها در ۳۵۷ الکوی میتوکندری مطالعه شده تعداد ۱۶۰ نوکلئوتید جهش یافته در ناحیه 1-HV مشاهده شد. هاپلوگروپ HV فراوان‌ترین هاپلوگروپ در اقوام فارس، آذری، گیلک، کرد و سیستانی بوده است که نشان از ریشه مشترک و نیای باستانی یکسان این مردمان دارد. مطالعه‌ها نشان داد در اقوام فارس، آذری، گیلک، کرد و سیستانی فراوان‌ترین پلی مورفیزم ،T16126C، است؛ بنابراین نوکلئوتید T16126C از قدیمی‌ترین پلی مورفیزم‌ها در جمعیت ایران است.
بیشترین جهش با هموپلازی بالا در فارس‌ها (۳۰) و کمترین مقادیر در سیستانی‌ها (۱۳) مشاهده شد کمترین تنوع هاپلوتیپ مربوط به قوم فارس با ۰/۸۶۲ و بیشترین تنوع هاپلوتیپ مربوط به سیستانی‌ها با ۸۷ بود. در اکثریت اقوام ایرانی هاپلوگروپ HV فراوان‌ترین هاپلوگروپ بود.
بررسی‌های ژنتیکی نشان می‌دهد که سیستانی‌ها با پارسیان استان‌های یزد و فارس دارای یک مخزن ژن مشترک هستند.

## ویژگی
راولینسون به لحاظ نژادی، سیستانی‌ها را نمونه خالص نژاد آریایی می‌داند.
نویسندهٔ تاریخ سیستان، مردم سیستان را از نژاد زیبا و عالی دانسته و از آنان به عنوان مردمی سخت کوش، پرتوان، بلند اندام و تندرست، یاد کرده است.
در بررسی‌های هیئت‌های علمی دانشگاه پنسیلوانیا که در سال ۱۳۲۸ خورشیدی / ۱۹۴۹ م، به منظور پیدایی آثار انسان پیشین و بررسی‌های نژاد شناختی در نیمهٔ شمالی ایران انجام شد. از راه اندازه‌گیری‌های نژادی، معلوم گردید در سیستان، نژادی زیبا و خوش‌اندام وجود دارد و هم چنین مردمی که در پیرامون دریاچهٔ هامون به سر می‌برند، فک‌های پهن و نیرومند و گونه‌های برجسته دارند و دیگر ویژگی‌های آنان، همانند مردم «پالئولیتیک» و «اینوها» و هم چنین بومیان استرالیا و ژاپن می‌باشد که همه از نیاکان نژاد سفید هستند.
زکریا قزوینی، نویسندهٔ آثار البلاد و اخبار العباد، نوشته است:
«خوش‌رفتاری، نیکوکاری، آیین‌داری، پرهیزگاری، هر کاری خداپسند، برو در سیستان ببین که در سراسر سرزمین، درست کارتر، با انصاف‌تر، خوش‌زبان‌تر از بازاریانِ سجستان یا سیستان نیست. تشت طلا بر سر نه و باکی مدار. امر به معروف می‌کنند و هر کسی را از ناروا بازمی‌دارند و طعنه می‌زنند، حتی اگر جان در راه حق بدهند، باک ندارند».
مقدسی، جغرافی‌دان قرن چهارم هجری درباره سیستان و مردم آن در کتاب احسن التقاسیم فی معرفة الاقالیم می‌گوید:
«سیستان مرکز مار و مردان گردن فراز پیشگام، خردمند، زیرک، فقیه حافظ، باهوش، با ادب، سخن ور، ماهر در هندسه و حکمت است».

## تاریخ

### تاریخ اولیه

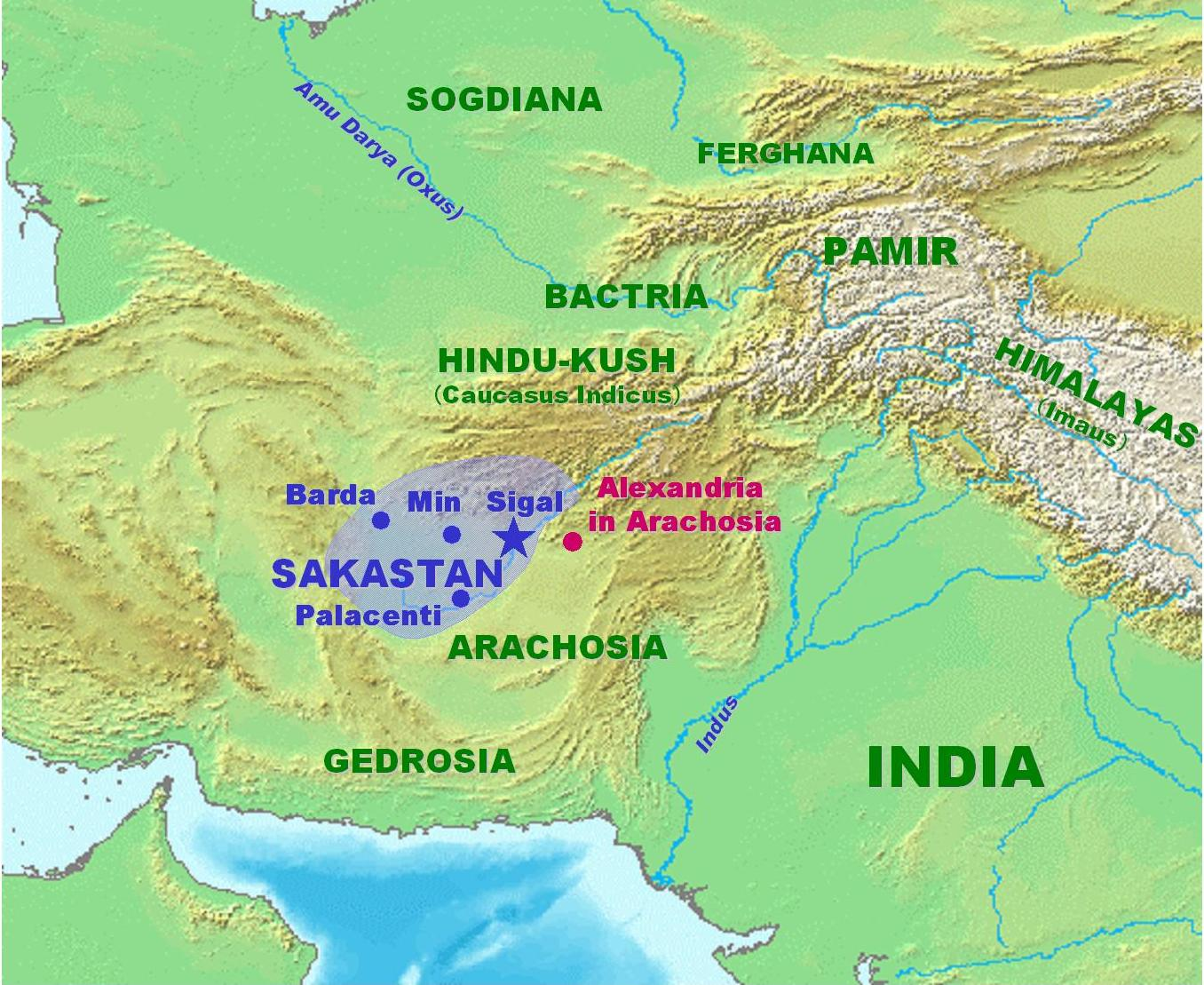
نقشه سیستان که از نظر تاریخی به نام سکاستان، زادگاه سیستانی‌ها نیز شناخته می‌شود.

درانگیان در فهرست مردمانی بودند که پیش از هخامنشیان توسط نینوس پادشاه افسانه‌ای اداره می‌شدند.

### دوره هخامنشیان
برخی معتقدند از آنجا که هرودوت در کتاب تاریخش، کوروش را به خاطر کمک سکاها در نبرد با یونانیان، دوستدار آنها می‌دانست، می‌توان چنین برداشت کرد که سکاها پیش از سلسله هخامنشی در این ناحیه سکونت داشته‌اند.
در دوران هخامنشی (۳۳۰–۵۵۰ پ. م) در زمان داریوش بزرگ، بطلمیوس نام «آریا پولیس» را برای سیستان عنوان کرده است که بیانگر یکی از کانون‌های بزرگ جمعیتی قوم آریا در سیستان است.
در تاریخ آمده است که سیستان از همان آغاز، جزو ممالک کوروش هخامنشی به حساب می‌آمد و به گفته هرودوت سرنکیان که در شهربانی چهاردهم اقامت داشتند، توانستند در زمان داریوش سیستان را اشغال کنند. بنا به گفته مورخین یونانی داریوش در هنگام جنگ به ساکنین آنجا به ویژه تیره آریاسپی (راننده اسب توانا) لقب اورگاتا (یاری کننده) داده است.
هرودوت در کتاب هفتم خود می‌نویسد: سیستانی‌ها در لشکرکشی خشایارشاه بر ضد یونان شرکت داشتند و در فقره ۶۸ آنان را چنین توصیف می‌کند که سیستانی‌ها جبه رنگین و موزه‌ای که تا به زانو می‌رسید داشتند. کمان و نیزه آنان نیز به طرز ماد (مد) بود.
کریستن سن:
«در لشکرکشی‌های داریوش و خشایار شاه، سکاها (سیستانی‌ها) از بهترین افواج به‌شمار می‌آمدند».

### دوره ساسانیان
با انقراض اشکانیان، اردشیر بابکان اولین پادشاه ساسانی، بار دیگر با تسخیر سیستان، این منطقه را دست نشانده خود کرد.
در زمان اقتدار سلسله ساسانی تعیین فرمانروایان مناطق بزرگ و استراتژیک از جمله سیستان که با عنوان سگانشاه و فیروز از آنها یاد شده است، عمدتاً از جانب حکومت مرکزی صورت می‌گرفت و به پسران شاه بخصوص کسانی که احتمال پادشاهی آنان می‌رفت واگذار می‌شد. از جمله آنان می‌توان به نرسی، پسر شاهپور اول و بهرام سوم فرزند بهرام دوم که پس از فتح مجدد آن را پسرش واگذار کرد، اشاره نمود.
گیرشمن و کنستانتین اینوسترانتسف، می‌گویند: سیستانی‌ها از ارکان اصلی قدرت شاهنشاهی ساسانی بودند همچنین خانیکوف نیز می‌گوید ساسانیان با حمایت سیستانی‌ها به قدرت رسیدند.
کریستن سن:
«اشکانیان و ساسانیان بیش از همه به سیستان و سیستانی‌ها اطمینان داشتند».

### فتوحات اسلامی
در جریان فتح ایران توسط مسلمانان، یزدگرد سوم، آخرین پادشاه ساسانی در اواسط دهه ۶۴۰ میلادی به سکستان گریخت و در آنجا فرماندار آن اپرویز سکستانی (که کم و بیش مستقل بود) به او کمک کرد. با این حال یزدگرد سوم با مطالبه پول مالیاتی که از پرداخت آن کوتاهی کرده بود، به سرعت به این حمایت پایان داد.   
در سال ۶۵۰، عبدالله بن عامر پس از تثبیت موقعیت خود در کرمان، لشکری به فرماندهی مجاشی بن مسعود به سکستان فرستاد. مجاشع بن مسعود پس از عبور از صحرای دشت لوت به سکستان رسید. اما شکست سنگینی متحمل شد و مجبور به عقب‌نشینی شد. 
یک سال بعد عبدالله بن عامر لشکری به فرماندهی ربیع بن زیاد حارثی به سکستان فرستاد. پس از مدتی به زلیق، شهر مرزی بین کرمان و سکاستان رسید و دهقان شهر را وادار به اعتراف به بیعت با خلفای راشدین کرد. سپس در قلعه کرکویه هم که آتشکده معروفی داشت که در تاریخ سیستان آمده است، همین کار را کرد.  وی سپس به تصرف زمین‌های بیشتری در استان ادامه داد. پس از آن زرنگ را محاصره کرد و پس از جنگی سنگین در خارج از شهر، اپرویز و افرادش تسلیم شدند. وقتی اپرویز برای بحث در مورد شرایط یک معاهده نزد ربیع رفت، دید که از جنازه دو سرباز کشته شده به عنوان صندلی استفاده می‌کند. این امر اپرویز را به وحشت انداخت که برای نجات ساکنان سکستان از دست اعراب، در ازای پرداخت خراج سنگین، که شامل خراج ۱۰۰۰ پسر برده با ۱۰۰۰ ظروف طلا بود، با آنها صلح کرد.   بنابراین سکستان تحت کنترل خلافت راشدین درآمد.

### دوران اسلامی پس از فتوحات

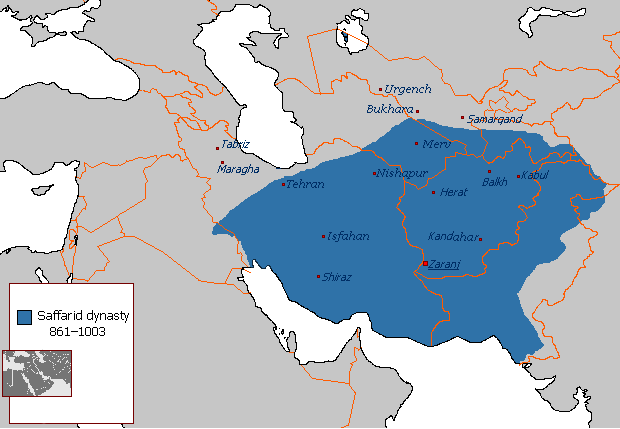
سلسله صفاریان ۸۶۱–۱۰۰۳ میلادی

سلسله صفاریان که اولین حکومت کاملاً مستقل ایرانی پس از حکومت اعراب بود توسط یعقوب بن لیث صفاری تأسیس شد. یعقوب قبل از اینکه فرمانده جنگی شود به مسگری (صفار) و عیاری مشغول بود. او بخش اعظم ایران کنونی را فتح کرد و پس از تسلط بر منطقه سیستان نیز شروع به فتح بیشتر پاکستان و افغانستان و بعداً تاجیکستان، ترکمنستان و ازبکستان امروزی کرد.

## زبان
مردم سیستانی به گویش سیستانی که یکی از گویش‌های زبان فارسی است تکلم می‌کنند.
این گویش از یک سو بیشترین خویشاوندی واژگانی و دستوری را با گویش موجود و گذشته خراسانی و فراتر از آن با لهجه‌های مرده ماوراءالنهری و تاجیکی کنونی دارد.
فرهنگ‌نویسان، گویش سیستانی را یکی از چهار لهجه متروک پارسی یاد کرده‌اند. ابوریحان بیرونی در الصیدنه، چند لغت از زبان قدیم سیستانی آورده است.
بسیاری از واژگان سیستانی از هزار سال پیش تاکنون تفاوت چندانی نکرده است. اگرچه اصل زبان که احیاناً همان سگزی است، پیش از این منقرض شده و تنها گویش آن باقی مانده است.
یک سرود دینی به گویش سیستانی باقی مانده است که به اواخر دوره ساسانی نسبت داده می‌شود. سرود آتشکده کرکویه یکی از زیباترین سرودهای مذهبی زرتشتیان سیستان بوده است که به هنگام روشن کردن آتشگاهها، به آواز بلند خوانده می‌شده است.
| فُرخُتَه باذا، روش   |  | خنیده گرشسب، هوش  |
| همی پُراست، از جوش |  | انوش کُن می، انوش  |
| دوست بذ آگوش      |  | به آفرین نه، گوش  |
| همیشه نیکی، کوش   |  | که دی گذشت و، دوش |

## پراکندگی و جمعیت
مردم سیستان ، از اقوام بومی ایران هستند. منطقه بومی آنها سیستان است ، اما به دلایل مختلف سیاسی و اقلیمی مهاجرت های گستره ای به مناطق مختلف کشور مانند گلستان ، تهران ، یزد و کرمان داشته اند.
| ردیف | نام استان         | جمعیت سال٩۵ | درصد جمعیت سیستانی از کل | جمعیت سیستانی |
| ---- | ----------------- | ----------- | ------------------------ | ------------- |
| ۱    | سیستان و بلوچستان | ٢٧٧۵۰۱۴     | %٣٣                      | ٩۱۵٧۵۴        |
| ۲    | گلستان            | ۱٨۶٨۶۱٩     | ۱۷٪                      | ٢٩٨٩٧٩        |
| ۳    | تهران             | ۱٣٢۶٧۶٣٧    | ۱.۵٪                     | ۱۹۹۰۱۵        |
| ۴    | خراسان جنوبی      | ٧۶٨٨٩٨      | ۱۲٪                      | ۹۲۴۰۸         |
| ۵    | سایر استان ها     | _           | -                        | ۱۶۱٨۰۰        |
| ۶    | کل کشور           | ٧٩٩٢۶٢٧۰    | ۲.۱٪                     | ۱۶۸۸۰۵۴       |

## پوشاک
پوشاک سیستانی لباس سنتی و محلی مردم سیستان و برگرفته از فرهنگ، جغرافیا و هزاران سال همزیستی با طبیعت در گذشته و حال است.

### پوشاک مردان

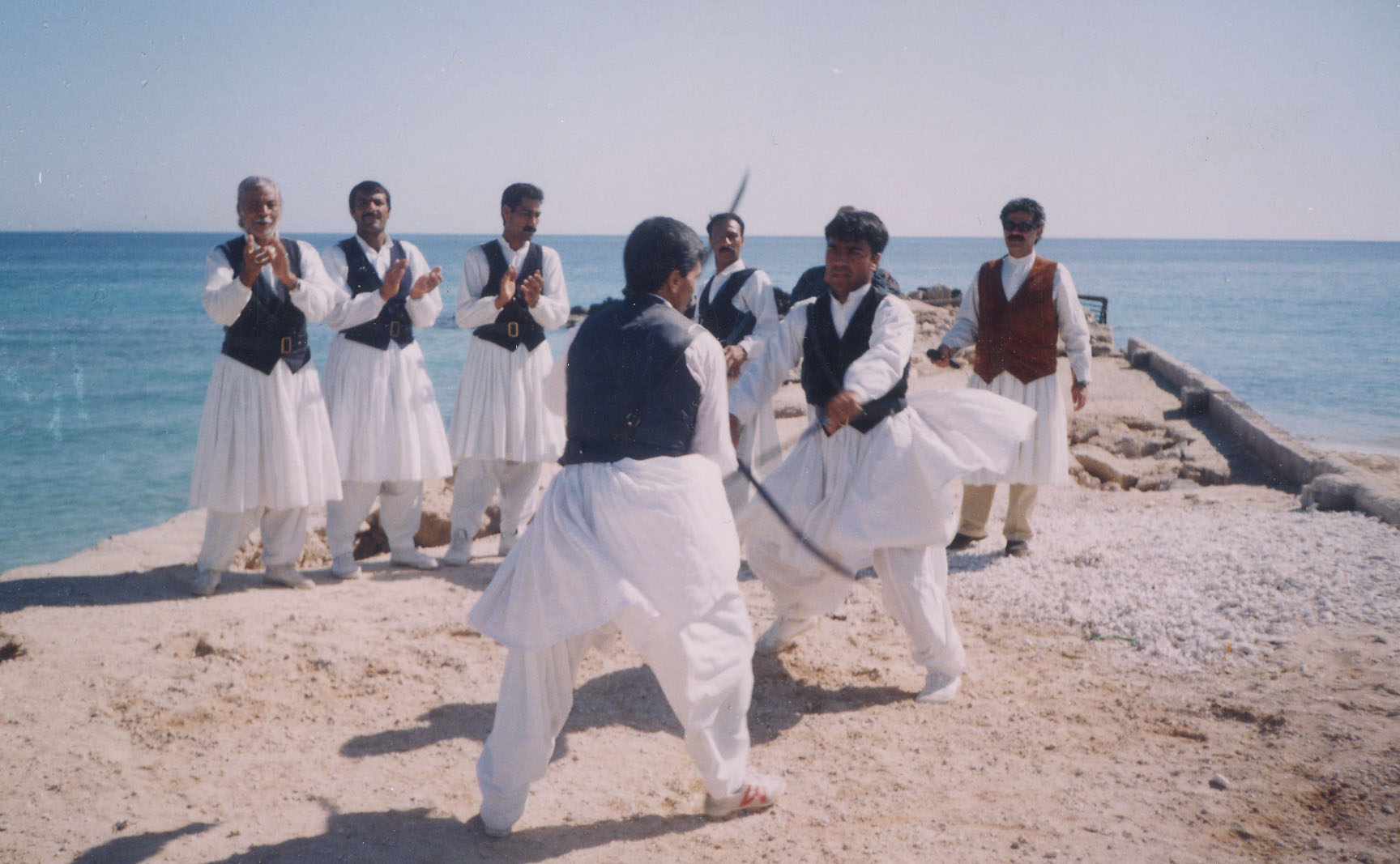
لباس مردان سیستانی هنگام رقص با شمشیر

پوشاک مردان سیستان عمدتاً شامل دستار، سرپوش، پیراهن و شلوار است. به دستار در گویش محلی لنگوته می‌گویند که بیشتر به رنگ سفید است. پیراهن مردان، بلند و تا سر زانو است. این پیراهن‌ها در ۳ مدل چین‌دار، ساره، ترک‌دار استفاده می‌شود. معمولاً پیراهن به هر صورت که باشد، شلوارش نیز به همان صورت ساده یا چین‌دار است. روی لباس مجالس افراد مرفه ابریشم‌دوزی می‌شود.
در گویش محلی سیستان به شلوار، تمو یا تومون و به پیراهن پنر می‌گویند و نوع ترک‌دار آن را چل تریز می‌نامند که از قسمت زیر حلقه آستین به پایین حداقل از ۳۴ ترک تشکیل شده است. همچنین مردان سیستانی جلیقه‌ای روی پیراهن می‌پوشند که به آن جلزقه می‌گویند.

### پوشاک زنان

لباس زنان سیستانی

پوشاک زنان سیستانی نیز ساده و با طرح‌هایی است. لباس زنان همچون مردان بلند و گشاد است. زنان سیستانی علاوه بر لباس سنتی و روزانه خود، نوعی لباس نیز جهت اعیاد و جشن‌ها تدارک می‌بینند. از مشخصات لباس روزمره زنان سیستانی، نوعی سوزن‌دوزی است که در حاشیه یقه و سرآستین لباس به کار می‌رود که در گویش محلی به آن سیاه دوزی  گویند. این لباس از پیراهن و شلوار گشاد تشکیل می‌شود. بلندی پیراهن تا پایین زانو و دور کمر آن چین‌دار است. همچنین دستاری مستطیل شکل بر سر می‌بندند. پوشاک جشن‌ها و مراسم شاد که متشکل از شلواری پرچین، پیراهنی تا بالای زانو با دو چاک از دو طرف است. همچنین دامنی پرچین می‌پوشند که به آن تمو می‌گویند و تا سر زانو است. گشادی دور دامن به ۹ متر می‌رسد. دستاری که در این لباس مورد استفاده قرار می‌گیرد، سه گوش است. نمونه این لباس در پوشاک سنتی زنان خراسان نیز دیده شده است. همچنین پیراهن دو گریبانه، پیراهن تاجیک، لچک و چادر، بخشی از پوشاک محلی زنان سیستانی است.

## فرهنگ و هنر

### صنایع دستی
صنایع دستی سیستان از اصیل‌ترین و شاخص‌ترین صنایع دستی ایران و جهان و قدمت آن به درازای تاریخ است. مردم سیستان نیز همچون دیگر اقوام ایرانی همواره به دنبال راهی برای استفاده بهتر از هنر نیاکانشان بوده‌اند. صنایع دستی سیستان زیربنای همین تفکر است و این کار باعث شده تا به مرور زمان آثاری ارزشمند و زیبا به وجود بیاید که روز به روز بر زیبایی آنها افزوده شود.

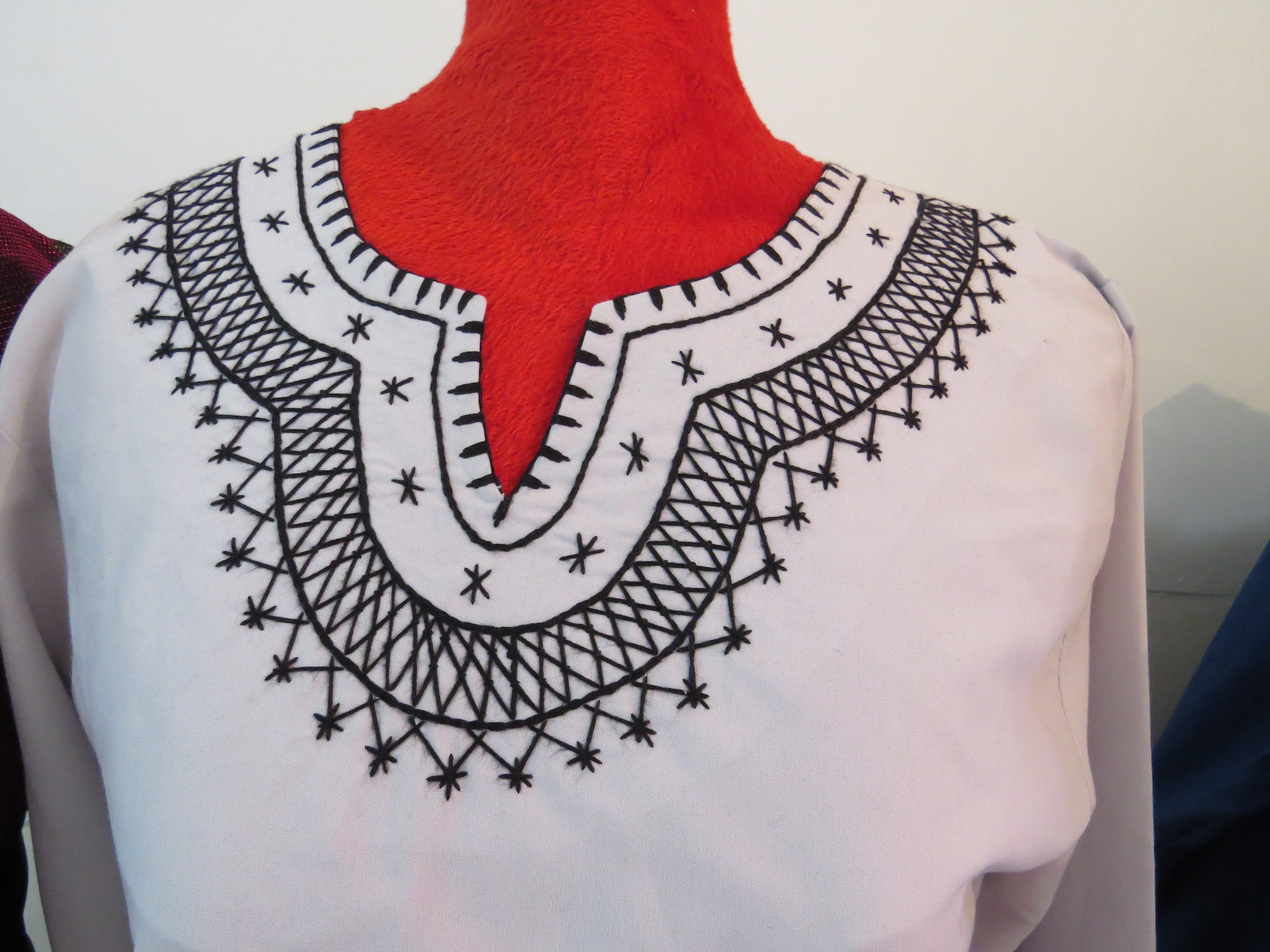
سیاه دوزی سیستانی روی لباس

گز بافی سیستان

- برخی از صنایع دستی
  - حصیربافی (به سیستانی خولک‌بافی)
  - خامه‌دوزی سیستان
  - جواهرات سیستانی
  - سیاه‌دوزی سیستان
  - دودنی‌بافی سیستانی
  - نیمروزدوزی (نوعی چهل تیکه دوزی)
  - قالی‌بافی سیستان
  - گلیم (شال) بافی سیستان
  - توتن‌بافی

### آشپزی
آشپزی سیستانی سبک و شیوهٔ آشپزی در سیستان و در میان مردم سیستانی است.
گرچه در طی قرن‌ها، آشپزی سیستانی تحت تأثیر غذاهای فرهنگ‌های گوناگون بوده است ولی با این وجود همچنان در نوع خود خاص و متنوع است. خیلی از غذاهای فرهنگ‌های همسایه مردم سیستان نیز از آشپزی سیستانی تأثیر گرفته است.

#### تاریخچه
تاریخ روش آشپزی سیستانی مانند تاریخ مردم سیستان بسیار قدیمی می‌باشد. روش آشپزی سیستانی به لحاظ ریشه‌های تاریخی و منحصر به فرد بودنش از سایرین متفاوت است.
خوراکی‌های سیستانی به مزه و کیفیت خود در جهان شهرت یافته است. روش آشپزی سیستانی بنا بر طرز تهیه و ذائقه، همچنین به خاطر ادویجات و چاشنی‌های خوش‌مزه خود با روش آشپزی شرق قرابت دارد.

## رقص و موسیقی

### رقص‌های محلی
۱) چوب بازی:
به‌صورت گروهی یا دونفره توسط مردان انجام می‌شود. مراحل آن مانند چاپ سیستانی و هر نفر با دو چوب.
۲) رقص شمشیر:
ازهنرهای نمایشی اصیل (گرچه گفته می‌شود قدمت این نوع رقص به ۵ هزارسال می‌رسد) سیستان است و غالباً دو نفره و هر بازیگر با دو شمشیر. رجزخوانی و چرخ، حمله، دفاع، گریز، و غلت زدن از مراحل آن است.

### چوب بازی سیستانی؛ نماد صلح وجنگ

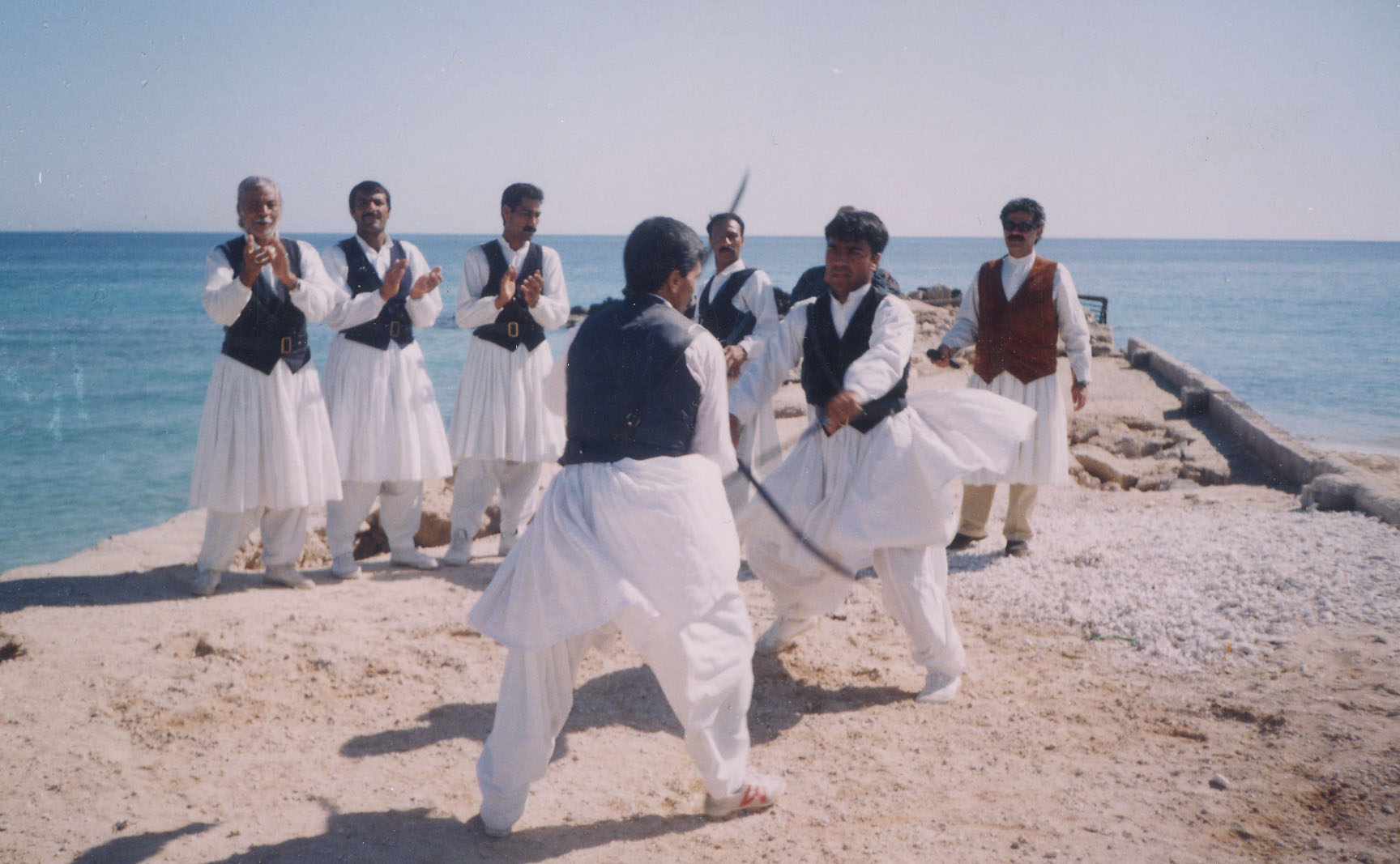
رقص با شمشیر، سیستان

در چوب بازی (رقص شمشیر) عده‌ای از افراد با تشکیل دایره و همراهی نوای دهل و ساز به حرکت درآمده و با کوبیدن چوب‌های کوتاهی که در دست دارند در یک حرکت دوار به چرخش درمی آیند. چوب به عنوان یکی از عناصر موجود در این رقص به شدت معنایی نمادین دارد. در این‌جا چوب وسیله‌ای برای به ظهور رساندن احساس شادی است. از سوی دیگر چوب به عنوان یکی از اولین سلاح‌های مورد استفاده بشر شناخته می‌شود و از دیرباز یکی از اولین وسایل دفاعی انسانه بوده است. چوب به عنوان یک سلاح در زندگی گذشته مورد استفاده قرار می‌گرفته و از همین جهت که می‌گوییم چوب بازی نمادی است از جنگ و صلح، نمادی از شادی و دفاع. چوب بازی به عنوان میراث به جا مانده از زندگی گذشته، در دورانی نه چندان دور دارای کارکردی دوگانه بود. از یک سو فرصتی برای ابراز شادی در صلح و از سوی دیگر تمرینی برای آمادگی دفاعی.
در زندگی اجتماعی بشر رقص با شدیدترین بروز و ظهور احساسات و شورها همراه است. چوب بازی به عنوان نوعی رقص ادراکات مشترک رقصندگان را از معنای زندگی و چیستی فرهنگشان با شدیدترین احساسات و شورها به نمایش درمی‌آورد در چوب بازی نوازندگان (نوازنده دهل و ساز سرنا) در مرکز دایره و سایر افراد در گرداگرد آنها قرار می‌گیرند. صدای ساز و ریتم و سرعت آن، کنترل‌کنندهٔ رفتار عاملان رقص است و تو گویی همه آن‌ها بر مدار نوازندگان و نوای سحرآمیز ساز آن‌ها می‌چرخند و با نیروی جاذبه آن‌ها این حرکت دوار ادامه دارد. نوع انجام رقص چوب بازی که رقصی جمعی است و هماهنگی رفتاری کنشگران را می‌طلبد، دلالت بر پیوستگی زندگی اجتماعی کنشگران آن دارد. زندگی اجتماعی که در آن به هم پیوستگی اجتماعی امری حیاتی است. نحوه اجرای رقص چوب بازی مستلزم ادراکات مشترک عاملان رقص، نوازندگان، نواها و ابزار مورد استفاده است. چگونگی کنش و واکنش رقصندگان نسبت به هم، عکس‌العمل آن‌ها نسبت به نوازندگان، چگونگی واکنش در مقابل نواها و سرعت و ریتم آن‌ها همگی در سطحی وسیع از درک مشترک همه عاملان نشأت می‌گیرد. آنچنانکه گفتیم زبان رقص زبان نشانه و نماد است زبانی که اغلب به وسیله اشکال و علائم بصری و صدا و آوای موسیقی و آواز سخن می‌گوید. همه این نمادها در چوب بازی وجود دارد. به عنوان مثال در زمانی که ریتم و نوای ساز به بالاترین سطح سرعت می‌رسد و نوازنده رقصندگان را به بالاترین سطح شورانگیزی می‌رساند، نوازنده سرنا با حذف صدای سرنا از زمینه اجازه می‌دهد صدای دهل به تنهایی به گوش برسد و در این هنگام نوازنده دهل با ضرباتی نرم و آرام رقصندگان را به خلسه‌ای فرو می‌برد و در این‌جا تنها صدای ضربات چوب بر یکدیگر به گوش می‌رسد و فریاد بلند رقصندگان که نشانه‌ای از اوج شور و شادی است. اگر چه چوب بازی به عنوان یک رقص سنت سیستانی‌ها است اما هر ناظری می‌تواند در آن موقعیت و زمینه این نمادها و نشانه‌ها را درک کند و به معنایی مشترک با سایرین برسد.
چوب بازی به عنوان بخشی از فرهنگ مردم سیستان به دنبال بازآفرینی و بازنمایی شیوه زیست فرهنگی سیستانیان است و فرهنگ مردم سیستان را در زبانی نمادین، هنرمندانه و زیبایی شناسانه با بالاترین سطح از انرژی و احساسات به ظهور می‌رساند. چوب بازی همانند دیگر گونه‌های رقص فولکلوریک در برابر معضلات و گره‌های زندگی پیام صلح و شادی، همبستگی، پیوند و انسانی‌تر زیستن را می‌دهد.

### موسیقی
موسیقی که در ماه رمضان خوانده می‌شود، اجرای موسیقی تعزیه و موسیقی «صفت» بخشی از این نوع موسیقی در مدح خدا، پیامبر و بزرگان دین است. همچنین موسیقی مرثیه و مراسم عزاداری است.

### سازهای محلی سیستان
رباب:
دارای کاسه طنینی است که با سایر قسمت‌های ساز به صورت یکپارچه ساخته می‌شود. مانند تنبیره از پوست روی کاسه، خرک، سوراخ‌های صوتی. سیم‌های ملودی ساخته شده است. این ساز با مضراب پلاستیکی سه گوشی نواخته می‌شود. طول آن حدود ۶۴ سانتیمتر است. به آن رباب ۱۸تار می‌گویند که احتمالاً با تعداد سیم‌های آن بی‌ارتباط نیست.
درکر و تمبوک:
دوطبل چوبی در دو اندازه مختلف هستند و توسط دو نوازنده به صدا در می‌آیند. نوازنده درکر، «درکری» نام دارد که گاهی اوقات «دکل» یا «دکر» تلفظ می‌شود. برای بستن پوست روی طبل از حلقه‌هایی از جنس چوب انار استفاده می‌کنند.
تنبیره یا تنبورک:
این ساز دارای کاسه طنین بزرگی است که شبیه به نصف گلابی است و روی آن پوششی از چوب کاملاً صاف و صیقلی دارد در منتهی‌الیه تحتانی قسمت صاف کاسه طنین نصب است. سیم‌ها پس از عبور از روی آن در پشت بدنه کاسه طنین به وسیله سه میخ چوبی محکم بسته می‌شوند. در قسمت صاف کاسه طنین تزیینات منبت‌کاری شده‌ای نیز است که «پاروریز» یا «پاروریچ» نام دارد.
دسته تنبیره از چوب گیاه «پرینک» و دسته آن از درخت «شاگ» ساخته می‌شود. نوازنده تنبیره «تنبورگی» یا «چنگی» نام دارد.
قیچک:
تنها ساز زهی آرشه‌ای است. کاسه طنین آن شبیه به لنگر کشتی است که وارونه شده باشد. دو سوراخ صوتی بزرگ روی کاسه طنین و در قسمت فوقانی آن وجود دارد. قسمت تحتانی کاسه طنین که نیم دایره کوچکی را تشکیل می‌دهد پوست دارد. این دو قسمت به وسیله دو فرورفتگی بیضی شکل در دو طرف بدنه طنین مشخصا از هم جدا هستند. خرک روی قسمت تحتانی کاسه طنین، کج قرار دارد. به این ساز منگوله‌هایی نیز برای تزیین آویزان می‌کنند. سیم‌های قیچک با آرشه‌ای به نام «کمانک» نواخته می‌شود که موهای دم اسب است. قیچک و کمانک از چوب پرینک ساخته می‌شود.

### تصنیف‌ها و ترانه‌های قدیمی
۱) آواز سیتک:
سیتک به دوبیتی‌هایی گفته می‌شود که در مضامین مختلف سروده و خوانده می‌شود.
زنان و دختران سیستانی در شبهای رمضان گردهم جمع می‌شوند و به خواندن ترانه‌های سیستانی که به آن سیتک گفته می‌شود، می‌پردازند
۲) آوازهای مراسم سوگواری:
مراسم سوگواری سیستان نیز آوازهای مخصوص به خود را دارد. به سوگواری کردن ارده کردن یا ارده کشیدن می‌گویند که همان رباعی خوانی (روایی یا رباعی کردَ) است و معمولاً توسط زنان خوانده می‌شود. (تاپیک مربوطه در تالار :روایی خوانی زنان سیستانی
۳) آوازهای کار:
در سیستان هنگام درو و برداشت محصول آوازهای مخصوص خوانده می‌شود. مانند آوازهای وزن گندم و آواز مشک زنی.
۴) آیکه:
آوازهای لالایی سیستانی (جهت کسب اطلاعات بیشتر به تاپیکآیکه در تالار مراجعه کنید)
۵) آوازهای دسته جمعی کودکان:
مانند کریچو کریچو پندونه
۶) رمضونیکه:
آوازهای مخصوص ماه رمضان (جهت کسب اطلاعات بیشتر به تاپیک از رمضونیکه در سیستان تا هالوین در آمریکا در تالار مراجعه کنید)
1. آوازهای شبیه خوانی و تعزیه خوانی
2. لوبتک:

مایش ریتمیک بدون کلام باهمراهی دایره و حرکات موزون. این نمایش در سیستان به فراموشی سپرده شده است.
۹) الوکه:
آوازهای مولودی خوانی. الوکه، اشعاری است که در عروسی‌ها و جشن‌ها خوانده می‌شود. مضامین اشعار بیشتر مذهبی و عاشقانه است. این اشعار با همراهی دف و دایره و گاهی به همراه دهل و ساز اجرا می‌شود.

## تاریخچه و مشاهیر
سرزمین سیستان در کتاب اوستا، یازدهمین سرزمینی است که " اهورامزدا " آفریده. همچنین زادگاه رستم دستان قهرمان حماسی شاهنامه فردوسی می‌باشد.
تاریخ نگاران سیستان را به گرشاسب، یکی از نوادگان کیومرث نسبت داده‌اند. نام سیستان از نام اقوام آریایی " سکا " اخذ شده است. " سکاها " در حدود سال ۱۲۸ قبل از میلاد، سیستان را به تصرف خود درآورده و در پهنه آن استقرار یافته‌اند.
" نیمروز " نام دیگر سیستان است. همچنین بنای بیشتر شهرهای سیستان را به پهلوانان اسطوره ای ایران چون زال، سام و رستم نسبت داده‌اند. زمانی سیستان جزو متعلقات دولت ساسانی به‌شمار می‌آمد که به دست اردشیر بابکان فتح شد و در سال ۲۳ هجری قمری، مسلمانان عرب این سرزمین را فتح کردند. اولین فرمانروای معروف ایرانی این سرزمین بعد از اسلام، " یعقوب لیث " صفاری بود. بعد از صفاریان، سامانیان، غزنویان و سلجوقیان نیز هریک، مدتی در این سرزمین فرمان رانده‌اند.
در سیستان راویان حدیث و فضلای بسیاری وجود داشته است که از آنجمله می‌توان به عبدالله اشعث و عبدالرحمن بن عبدالله و ابو داوود سجستانی که ثالث اصحاب الصالح است در حدیث و ابوحاتم سجستانی که راوی حدیث می‌باشد و در فقه بی‌نظیر بوده است و نیز ابوحاتم سهل بن محمد سجستانی که راوی بوده است و یحیی بن عمارسجستانی که فاضل و محدث و فقیه بوده به‌طوری‌که خواجه عبدالله انصاری در مجلس سخنرانی ایشان حاضر می‌شد. ابوسلیمان سجزی که از مفسرین کلام ارسطو بود و از حکیمان توانمند زمان خویش می‌باشد به‌طوری‌که ابو علی سینا به ایشان بسیار علاقه و اعتماد داشته است تا حدی که در اکثر کتب خود از سخنان ایشان استفاده نموده است.
در علم عرفان نیز می‌توان به خواجه عبدالله الطاقی (که در توصیف ایشان خواجه عبدالله انصاری بیانات زیادی دارد) نام برد و نیز خواجه ظهیر الملک ابونصر احمد بن سیستانی که وزیر وقت خراسان بود و هم عصر سنایی بوده است. و از دیگر زاهدان منطقه شیخ علی سیاه چشم و شاه رحمت‌الله مشهور به پیر زیارتگاه و میر اقبال سیستانی مؤلف رساله اقبالیه و میر محمد میر عبدالله و ملا کردان و خواجه ابراهیم نمکی و شیخ علی پیر قلسی و جم غیفر می‌توان نام برد.